# Mémoires d'un juif tropical

Mémoires d’un juif tropical est un film français réalisé par Joseph Morder sorti en 1988.

## Fiche technique
- Réalisation : Joseph Morder
- Scénario : Joseph Morder
- Genre : documentaire
- Durée : 80 minutes
- Pays de production :  France
- Langue : français
- Couleur : Couleur
- Société : 5 Continents
- Date de sortie : 
  - France : 13 avril 1988

## Distribution
- Françoise Michaud
- Vincent Tolédano
- Nicole Tuffeli